# Maria Celeste Crostarosa
Maria Celeste Crostarosa (Nápoles, 31 de octubre de 1696 – Foggia, 14 de septiembre de 1755) fue una religiosa napolitana, fundadora de la orden femenina de las Monjas Redentoristas y, con San Alfonso Maria de Ligorio, de la Congregación del Santísimo Redentor. Fue declarada venerable por la Iglesia católica en 2013 y beatificada en 2016.

## Biografía
Crostarosa nació en Nápoles en 1696, décima de los doce hijos de Giuseppe Crostarosa y Battista Caldari. En abril de 1718, ingresó con su hermana Orsola en el monasterio de las monjas carmelitas de Marigliano, y el 21 de noviembre tomó el hábito de novicia, profesando como religiosa al año siguiente. El 16 de octubre de 1723, ella y Orsola dejaron el monasterio y pasaron tres meses en Portici. En enero de 1724, entró en el monasterio de las salesas de Scala y el 28 de diciembre de 1726 profesó.
Mientras tanto, el 25 de abril de 1725 tuvo una revelación sobre una nueva congregación religiosa, a partir de la cual escribió una regla. Según la revelación, mientras las monjas dedicaban la vida a la contemplación y la plegaria, los misioneros, vinculados a la orden, predicarían y harían apostolado, proclamando la redención de Cristo y el amor de Dios. El 1730, habló con Ligorio y, al ver la nueva regla, la reconoció como inspirada y empezó a trabajar para instituir la nueva congregación, que finalmente se fundó el 13 de mayo de 1731 con el nombre de Orden del Santísimo Redentor. Las primeras religiosas vistieron el hábito el 6 de agosto del mismo año. En octubre de 1731, Costrarosa tuvo una nueva visión que le mostró a Ligorio con San Francisco de Asís, como director de una congregación similar, pero masculina. Nació así, el 9 de noviembre de 1732, la Congregación del Santísimo Redentor, fundada por Ligorio.
Sin embargo, el 14 de mayo de 1733, el capítulo del monasterio de la Scala decidió expulsarla. Se marchó el día 25 y fue después recibida en el monasterio de las monjas benedictinas de la Santa Trinità de Amalfi. Diez días después, Crostarosa se fue al Conservatorio Domenicano de la Santa Annunziata de Pareti de Nocera, donde ejerció de superiora y trabajó por el crecimiento de la comunidad. En 1735, abandonó Pareti para fundar un monasterio en Roccapiemonte y en 1738 fundó un nuevo monasterio de monjas redentoristas en Foggia, siempre acompañada de su hermana Orsola, donde murió el 14 de septiembre de 1755.

## Obra escrita
- Autobiografía, escrita a partir de 1750 en Foggia, centrándose en su papel de fundadora.
- Trattenimenti dell’anima col sudo Sposo Gesù. 1724-1732 en Scala, 1737-38 en Roccapiemonte y Foggia; diario y libro de pensamientos espirituales en forma de diálogo entre el alma y Cristo.
- Gradi di Orazione, donde se exponen dieciséis grados de una "escala mística" que llega al cielo mediante la plegaria.
- Dieci giorni di esercizi spirituali, en forma de coloquio.
- Esercizio di amore por la Quaresima, meditaciones.
- Meditazioni por el Avvento.
- Por il mese di dicembre, esercizi spirituali.
- Sette regole spirituali, Marigliano 1718.
- Libro di esercizi spirituali devoti, 1718-19 en Marigliano.
- Canzoncine spirituali, poesías, 1731-33 en Scala, y posteriores.
- 27 cartas, quince de ellas a Alfonso de Ligorio.

## Veneración y beatificación
Su fama de santidad creció al morir. El pueblo asistió masivamente a los funerales de quien denominaban la Santa Priora. En 1895, sus escritos fueron declarados libres de errores por la Sacra Congregación de los Ritos, iniciándose la causa de canonización. El 11 de agosto de 1901 fue declarada venerable. Después de un tiempo de interrupción, la causa se volvió a abrir y continúa en estudio. El 18 de junio de 2016 fue beatificada por el cardenal Angelo Amato en nombre del papa Francisco.